# Castelo de Beaumont-le-Ricard

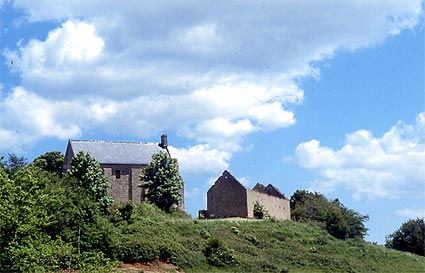
Vista geral do Château de Beaumont-le-Ricard.

O Château de Beaumont-le-Ricard é um palácio rural de arquitectura anglo-normanda, datado do século XII, que se situa na comuna de Englesqueville-la-Percée. Este castelo é um dos últimos exemplares de logis senhorial dessa época que ainda se mantém elevado.

## História
Construído numa colina, o senhorio existe desde, pelo menos, o ano 1000. O castelo deve o seu nome a Richard du Hommet (1115-1180) bisavô de Jourdain du Hommet, Barão de Varanguebec, Condestável da Normandia, Senhor do Hommet e de Beaumont le Richard. 
Em 1220, Enguerrand du Hommet doou à Abadia de Mondaye a igreja e os dízimos de Beaumont-le-Richart. Depois, foi transformada numa exploração agrícola.
O Château de Beaumont-le-Ricard está classificado pelos Monumentos Nacionais desde Setembro de 1919.

## Estrutura actual
A configuração do castelo mudou fortemente após o declínio do senhorio, tendo-se tornado numa exploração agrícola, a qual funcionou até à Segunda Guerra Mundial. 
O Château de Beaumont-le-Ricard é constituido por dois edifícios românicos: um bloco de habitação e uma grande sala, composto por uma nave e por um lado inferior (bas-côté), datados de meados do século XII. No rés-do-chão existe uma sala abobadada. No primeiro andar do bloco de habitação encontra-se um quarto, refeito no século XVII aquando do melhoramento da exploração agrícola, vizinho duma antecâmara ornada por arcos românicos. 
A capela privada foi afectada ao culto por volta de 1640.